# Pierre-Joseph de Clorivière
El padre Pierre-Joseph Picot de Clorivière nacido en 1735 a Saint-Malo y fallecido en 1820 fue un religioso jesuita y escritor francés. 

## Biografía
El padre De Clovière fundó dos instituciones: las Filles du Cœur de Marie (las Hijas de María) y la Société du Cœur de Jésus. Esta última estaba formada tanto por laicos como por sacerdotes. La idea inicial del Padre Clorivière era la de fuera una prolongación de la Compañía de Jesús, —suprimida en 1773—. La Societé, que había disminuido sensiblemente tras el regreso de los jesuitas (1814), fue extinguida en torno a 1840 por falta de miembros. En 1918, Daniel Fontaine, un sacerdote de la diócesis de París, la retomó como asociación exclusiva de sacerdotes, y la extendió por diversas diócesis francesas: París, Nancy y Mans.

## Teorías
Durante la Revolución francesa acusó a la masonería de conspiración. Estuvo en prisión de 1804 a 1808 por razones políticas.

## Obras
- Notes spirituelles et retraites, 1763-1773.
- Traité des devoirs d'une abbesse, 1774.
- Le modèle des pasteurs (Mgr  de Sernin), Paris, 1775.
- La vie de Louis-Marie Grignion de Montfort, Paris, 1785.
- Directoire des Hermites du Mont-Valérien, 1778.
- Les Excellences de Marie (divers écrits), 1776-1809.
- Commentaire moral de l'Apocapypse, 1793-1794.
- Le serment de la liberté et de l'égalité.
- Plan abrégé de la société du coeur de Marie, 1806.
- Explications des épitres de Saint Pierre, 1809.
- Considérations sur l'exercice de la Prière et de l'Oraison écrit pour les ermites du Mont Valérien, 1802.
- Études sur la Révolution o Les doctrines de la Déclaration des droits de l'homme, 1793 (= Etudes sur la révolution, publicado también por René Bazin en 1926 bajo el título Pierre de Clorivière, contemporain et juge de la révolution)